# Tablatura para órgano

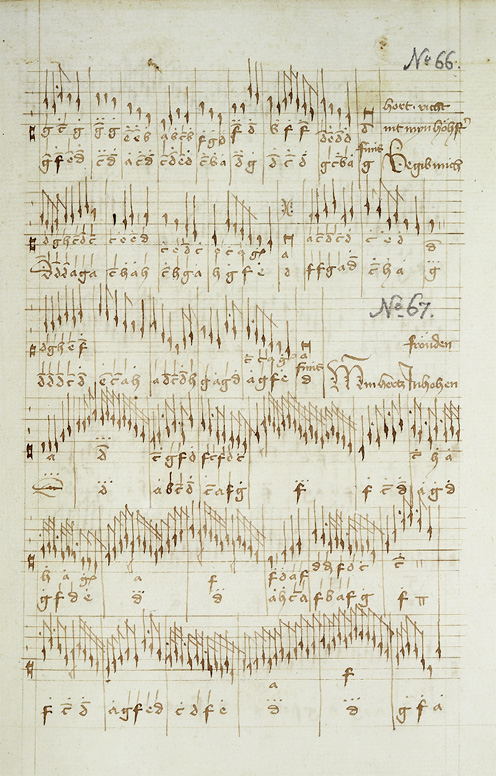
Ejemplo de una composición de Conrad Paumann. Buxheimer Orgelbuch, Cim. 352b, folio 169 recto. 1470. Biblioteca Estatal de Baviera. Múnich.

La tablatura para órgano es una forma de notación musical utilizada por las escuelas barrocas europeas de órgano. Hay varias formas de tablaturas para órgano: alemana, española, italiana, polaca e inglesa. Varias partes del "Pequeño libro para órgano" (Orgelbüchlein) de Johann Sebastian Bach están escritas en tablatura, como lo están una gran parte de los manuscritos que han llegado hasta nuestros días de los trabajos para órgano de Dietrich Buxtehude y otros compositores de órgano alemanes del periodo barroco.
El primer ejemplo existente conservado de tablatura para teclado, que casi con toda seguridad debió de estar pensada para el órgano, es el Códice Robertsbridge, de aproximadamente 1360. A pesar de que es inglés, está estrechamente relacionado con las formas más tardías de tablaturas alemanas. Un ejemplo temprano y quizás muy influyente es el encontrado en el Buxheimer Orgelbuch (Libro para órgano de Buxheim), compilado en Múnich en la década de 1460. Refleja el trabajo de Conrad Paumann, un organista, laudista y compositor invidente.  La tablatura para órgano más extensa, así como una de las más antiguas, es la titulada Tabulatura Ioannis de Lyublyn Canonic[orum] Reg[u]lariu[m] de Crasnyk, de Jan de Lublin (primera mitad del s. XVI), compiladas por este organista y compositor polaco entre 1537 y 1548. Otra de las tablaturas más emblemáticas del primer barroco es la Linzer Orgeltabulatur, compilada entre 1611 y 1613 y que contiene 108 piezas mayoritariamente de carácter no litúrgico.
La característica de las tablaturas para órgano que las distingue de las tablaturas de notación musical moderna es la ausencia de pentagrama, cabezas de nota y armaduras. La altura tonal se indicaba mediante letras escritas en cursiva, las duraciones por marcas (similar a la notación moderna), a pesar de que en las notaciones más antiguas la duración se mostraba utilizando indicaciones de medida, y el desplazamiento de las octavas por líneas dibujadas por encima de las letras. Había varias formas para la notación de los tonos o alteraciones, por ejemplo que los sostenidos estaban especificados por la adición de un bucle hasta el final de la letra. El Si natural y el Si bemol se representaban por las letras h y b respectivamente.  Los tonos naturales no estaban indicados, como no lo están en la notación moderna. La clave no se específica; está implícita en los sostenidos que si que se indican. En las obras del Renacimiento la línea melódica principal se daba en notación musical convencional en un pentagrama, y la tablatura daba debajo cada nota.
Desde el fin del Barroco, las tablaturas para órgano han dejado de utilizarse de forma apreciable. El repertorio originalmente escrito en tablatura ha sido traducido a la notación moderna. Esta traducción, sin embargo, conlleva un riesgo de error. En el alemán escrito en cursiva una A puede confundirse con una E, y una F con una G. Así mismo, una línea de octava sobre una serie de notas puede empezar o finalizar ambiguamente. Cada editor da diferentes soluciones a estas ambigúedades, lo que se refleja en la tradición a la improvisación que existe en la ejecución de las obras para órgano de ese periodo.